# Echium arenarium
Echium arenarium é uma espécie de planta com flor pertencente à família Boraginaceae. 
A autoridade científica da espécie é Guss., tendo sido publicada em Ind. Sem. Hort. Boccadifalco (1825).

## Portugal
Trata-se de uma espécie presente no território português, nomeadamente em Portugal Continental.
Em termos de naturalidade é possivelmente introduzida na região atrás indicada.

## Protecção
Não se encontra protegida por legislação portuguesa ou da Comunidade Europeia.